# ویکی وان
ویکی وان (به انگلیسی: Vicki Vann) با نام کامل ویکتوریا آراسلی دنیس وان برادفورد ترنبا (به انگلیسی: Victoria Araceli Denise Vann Bradford Turnbough) (زاده ۱۴ ژوئیهٔ ۱۹۶۳) خواننده، ترانه‌سرا، تهیه‌کننده موسیقی و مدل آمریکایی است.